# Сухотыль

Сухотыль — река в России, протекает в Троицко-Печорском районе Республики Коми и Чердынском районе Пермского края. Устье реки находится в 302 км по правому берегу реки Колва. Длина реки составляет 20 км. В верхнем течении до впадения справа ручья Северный Сухотыль называется также Восточный Сухотыль.
Исток реки в предгорьях Северного Урала в 11 км к северо-востоку от деревни Черепаново. Исток находится на территории Республики Коми близ границы с Пермским краем и лежит на водоразделе Камы и Печоры, рядом находятся истоки верхних притоков реки Умполь. Генеральное направление течения — запад, потом — юг. Всё течение проходит по ненаселённой местности, среди холмов, покрытых лесом. Течение — быстрое. Приток: Северный Сухотыль (правый). Впадает в Колву выше деревни Черепаново. Ширина реки у устья — около 5 метров.

## Данные водного реестра
По данным государственного водного реестра России относится к Камскому бассейновому округу, водохозяйственный участок реки — Кама от водомерного поста у села Бондюг до города Березники, речной подбассейн реки — бассейны притоков Камы до впадения Белой. Речной бассейн реки — Кама.
По данным геоинформационной системы водохозяйственного районирования территории РФ, подготовленной Федеральным агентством водных ресурсов:
- Код водного объекта в государственном водном реестре — 10010100212111100005676
- Код по гидрологической изученности (ГИ) — 111100567
- Код бассейна — 10.01.01.002
- Номер тома по ГИ — 11
- Выпуск по ГИ — 1